# José Antonio Santano
José Antonio Santano Clavero (Irún, Guipúzcoa; 12 de marzo de 1965) es un político español del Partido Socialista de Euskadi-Euskadiko Ezkerra, actual secretario de Estado de Transportes y Movilidad Sostenible desde 2023.
Anteriormente fue alcalde de Irún (2002-2023), siendo sucedido por Cristina Laborda.

## Biografía
Licenciado en Derecho por la Universidad del País Vasco,  se inició en política en 1983, cuando fue elegido concejal en su ciudad natal. Fue concejal en el Ayuntamiento de Irún entre 1983 y 1988. Tras algo más de dos años en la empresa privada, volvió a la política como diputado foral de Guipúzcoa en el periodo 1991-1995. En 1999 volvió al Ayuntamiento de Irún, y en 2002 sucedió a su compañero de partido Alberto Buen en la alcaldía. Repitió mandato como alcalde en 2003, 2007, 2011, 2015, 2019 y 2023. También ha sido miembro de las Juntas Generales de Guipúzcoa entre 2003 y 2007. Desarrolló el Consorcio Transfronterizo Bidasoa-Txingudi, entre Irún y Fuenterrabía en Guipúzcoa (España) y Hendaya en Pirineos Atlánticos (Francia).
En noviembre de 2023 es nombrado secretario de Estado de Transportes y Movilidad Sostenible, bajo el mandato del ministro Óscar Puente.